# (34943) 1286 T-1
1286 T-1 (asteroide 34943) é um asteroide da cintura principal. Possui uma excentricidade de 0.16793290 e uma inclinação de 17.77508º.
Este asteroide foi descoberto no dia 25 de março de 1971 por Cornelis Johannes van Houten e Ingrid van Houten-Groeneveld e Tom Gehrels em Palomar.